# Banksolpium modestum
Espèce
Synonymes
- Olpium modestum Banks, 1909

Banksolpium modestum est une espèce de pseudoscorpions de la famille des Olpiidae.

## Distribution
Cette espèce est endémique du Pernambouc au Brésil.

## Description
L'holotype mesure 2 mm.
Le mâle décrit par Muchmore en 1986 mesure 2,0 mm et les femelles de 2,1 à 2,25 mm.

## Systématique et taxinomie
Cette espèce a été décrite sous le protonyme Olpium modestum par Banks en 1909. Elle est placée dans le genre Banksolpium par Muchmore en 1986.

## Publication originale
- Banks, 1909 : New tropical pseudoscorpions. Journal of the New York Entomological Society, vol. 17, p. 145-148 (texte intégral).